# نجرة ( محمود ) (نجرة)

تعديل مصدري - تعديل

نجرة ( محمود ) هي إحدى قرى عزلة الكابة بمديرية نجرة التابعة لمحافظة حجة، بلغ تعداد سكانها 346 نسمة حسب تعداد اليمن لعام 2004.